# Casinaria leo
Casinaria leo är en stekelart som beskrevs av Maheshwary och Gupta 1977. Casinaria leo ingår i släktet Casinaria och familjen brokparasitsteklar. Utöver nominatformen finns också underarten C. l. rufipedalis.